# Aequationes Mathematicae
Aequationes Mathematicae is een internationaal, aan collegiale toetsing onderworpen wetenschappelijk tijdschrift op het gebied van de
wiskunde en de toegepaste wiskunde .Het tijdschrift publiceert artikels over zuivere en toegepaste wiskunde, met de nadruk op onderwerpen met betrekking tot functionaalvergelijkingen, combinatoriële en numerieke analyse.
De naam wordt in literatuurverwijzingen meestal afgekort tot Aequationes Math.
Het wordt uitgegeven door Springer Science+Business Media onder het merk Birkhäuser.
Aequationes Mathematicae werd in 1968 opgestart door de Waterloo-universiteit in Waterloo (Ontario) en Birkhäuser Verlag in Basel (Zwitserland). De eerste hoofdredacteur was professor János Aczél van de Waterloo-universiteit. Alexander Ostrowski (1893-1986) was ere-hoofdredacteur. In 1999, 2005 en 2010 werd een nummer van Aequationes Mathematicae aan J. Aczél opgedragen ter ere van zijn 75e, 80e respectievelijk 85e verjaardag.
De volledige tekst van de jaargangen 1968 tot 1997 is online beschikbaar.